# 이불화 제논
이불화 제논(Xenon difluoride)은 화학식 XeF2를 갖는 강력한 불소화제이며 가장 안정적인 크세논 화합물 중 하나이다. 대부분의 공유 결합 무기 플루오린화물과 마찬가지로 습기에 민감하다. 수증기와 접촉하면 분해되지만 그 외에는 보관 시 안정적이다. 이플루오린화 제논은 조밀하고 무색의 결정성 고체이다.
메스꺼운 냄새가 나고 증기압이 낮다.